# 小行星2617
小行星2617（2617 Jiangxi），又称为江西星，是由紫金山天文台在1975年11月26日发现的主带小行星。
該小行星以中国的省份江西省命名。